# Silvanoprus desaegeri
Silvanoprus desaegeri es una especie de coleóptero de la familia Silvanidae.

## Distribución geográfica
Habita en el Congo.